# Alto Alentejo
El Alto Alentejo es una comunidad intermunicipal y una subregión estadística portuguesa, parte de la Región Alentejo, que corresponde por completo al Distrito de Portalegre desde 2009. Limita al norte con Beira Baixa, al este con España (Extremadura), al sur con el Alentejo Central y al oeste con la Lezíria do Tejo y con el Medio Tejo. Área: 6084 km². Población (2011): 118 506. 
Comprende 15 concelhos:
- Alter do Chão
- Arronches
- Avís
- Campomayor
- Castelo de Vide
- Crato
- Elvas (La mayor ciudad de la Subregión de Alto Alentejo y la 3ª mayor ciudad de la Región de Alentejo)
- Fronteira
- Gavião
- Marvão
- Monforte
- Sousel
- Nisa
- Ponte de Sôr
- Portalegre (Capital de la Subregión de Alto Alentejo y la 4ª mayor ciudad de Alentejo)

- Datos: Q443376
- Multimedia: Alto Alentejo / Q443376